# Evaza floresina
Evaza floresina är en tvåvingeart som beskrevs av Lindner 1937. Evaza floresina ingår i släktet Evaza och familjen vapenflugor. Inga underarter finns listade i Catalogue of Life.